# Crocallis unicolor
Crocallis unicolor är en fjärilsart som beskrevs av Louis Beethoven Prout 1915. Crocallis unicolor ingår i släktet Crocallis och familjen mätare. Inga underarter finns listade i Catalogue of Life.